# Kieran Kentish
Kieran Kentish (29 agosto 1987) è un ex calciatore anguillano, di ruolo difensore.

## Carriera

### Club
Kentish ha iniziato la propria carriera al Roaring Lions. Nel 2007 si è trasferito negli Stati Uniti, al John Brown Golden Eagles. Vi ha militato fino al 2009.

### Nazionale
Ha giocato con la Nazionale dal 2004 al 2011.